# Horbury
Horbury – wieś w Anglii, w hrabstwie ceremonialnym West Yorkshire, w dystrykcie metropolitalnym Wakefield. Leży 16 km na południe od miasta Leeds i 258 km na północ od Londynu. W 2001 miejscowość liczyła 10 002 mieszkańców.